# Craspedopoma trochoideum
Craspedopoma trochoideum is een slakkensoort uit de familie van de Cyclophoridae. De wetenschappelijke naam van de soort is voor het eerst geldig gepubliceerd in 1860 door R.T. Lowe.